# Love Live! Superstar!!
Love Live! Superstar!! (ラブライブ!スーパースター!! Rabu Raibu! Sūpā Sutā!!) ist eine Anime-Fernsehserie, die von 2021 bis 2024 im Studio Sunrise entstand und zur Hauptreihe des Franchise Love Live! gehört.

## Konzept
Das Konzept stammt von Sakurako Kimino, die bereits für Love Live! School Idol Project und Love Live! Sunshine!! das Konzept für die Handlung erdachte. Im Vergleich den früheren Konzepten – eine Gruppe Oberschülerinnen, die eine Idol-Gruppe gründen um die Schließung bzw. Zusammenlegung ihrer Schulen zu verhindern – wird bei Love Live! Superstar!! versucht, eine neu gegründete Schule durch die Gründung einer Idol-Gruppe zu einer Bekanntheitssteigerung zu verhelfen.

## Handlung
Die Yuigaoka-Oberschule für Mädchen ist eine erst kürzlich eröffnete Schule, die in den Bezirken Omotesando, Harajuku und Aoyama in Tokio gelegen ist. Da diese Schule keine Vorgeschichte, keine älteren Schüler und keine Reputation aufzuweisen hat, beschließt eine Gruppe von fünf Schulanfängern – die allesamt eine schicksalhafte Begegnung mit Idols haben – der Schule zu einer Bekanntheitssteigerung verhelfen zu wollen.

## Produktion
Am 16. Juni 2020 ließ das Studio Sunrise die Marke Love Live! Superstar!! eintragen. Dieser Titel wurde Mitte Juli bestätigt. Zudem wurde Takahiko Kyōgoku, der bereits für die Anime-Fernsehserie zu Love Live! School Idol Project und dem dazugehörigen Kinofilm Regie führte, als Filmregisseur bestätigt. Auch Jukki Hanada und Yoshiyaki Fujisawa kehren als Drehbuchautor bzw. Komponist zurück, während das Charakterdesign von Atsushi Saito beigetragen wird.

### Vorsprechen
Die Produzenten planten ursprünglich, am 12. März 2020 ein Vorsprechen zu veranstalten, um die Synchronsprecherinnen für die Hauptcharaktere zu bestimmen. Teilnahmeberechtigt waren alleinstehende Mädchen und Frauen im Alter zwischen 15 und 22 Jahren. Diese Kriterien wurden teilweise als „gemein“ bezeichnet und „orientieren sich lediglich am Geschmack der Otakus“.
Aufgrund der COVID-19-Pandemie in Japan wurde dieses Vorsprechen verschoben.

### Online-Abstimmung
Fans hatten, wie in der Vergangenheit auch, die Möglichkeit über diverse Aspekte der Serie in verschiedenen Online-Umfragen abzustimmen. So werden das Logo der Schule als auch der Name der Idol-Gruppe durch die Fangemeinde des Franchise bestimmt.
So wurde Mitte September 2020 bekannt gegeben, dass der Name der fiktiven Idol-Gruppe Liella! sein soll. Fans konnten dabei aus 16 Vorschlägen auswählen. Tora-chan, die den Vorschlag eingereicht hat erklärte, dass der Name eine Kombination der französischen Worte lier und brilliante sei.

### Synchronisation
| Rolle          | japanischer Sprecher (Seiyū) |
| -------------- | ---------------------------- |
| Kanon Shibuya  | Sayuri Date                  |
| Sumire Heanna  | Naomi Payton                 |
| Chisato Arashi | Nako Misaki                  |
| Tang Keke      | Liyuu                        |
| Ren Hazuki     | Nagisa Aoyama                |

### Veröffentlichung
Am 22. Februar 2021 wurde angekündigt, dass die Anime-Fernsehserie im Juli gleichen Jahres im japanischen Fernsehen anlaufen werde. Die Serie startete am 2. Juli 2021. Am 7. Juli 2021 gaben Crunchyroll und Anime on Demand bekannt, die Serie ab dem 12. Juli im Simulcast mit deutschen Untertiteln zu zeigen.
Vom 17. Juli bis 9. Oktober 2022 lief die ebenfalls 12 Episoden umfassende zweite Staffel der Serie im japanischen Fernsehen. In Deutschland wurde diese auf Crunchyroll im Simulcast gezeigt.
Die dritte Staffel besteht auch aus 12 Episoden und wurde vom 6. Oktober bis 22. Dezember 2024 im japanischen Fernsehen gezeigt.